# Ira Steven Behr
Ira Steven Behr (n. 23 octombrie 1953, New York City, New York, SUA) este un producător de televiziune și scenarist american, cel mai cunoscut pentru munca sa la franciza Star Trek, în special ca producător executiv la Star Trek: Deep Space Nine. A mai fost (co-)producător executiv al serialelor Crash, Alphas sau Străina.

## Biografie
Behr s-a născut în New York City într-o familie de evrei americani. A studiat la Lehman College din New York City. După absolvire, Behr s-a mutat în Los Angeles pentru a începe o carieră de scenarist.

## Carieră
La Star Trek: The Next Generation a colaborat un an, la sezonul al treilea (1989–1990), după care a părăsit lucrul la această franciză. A revenit peste 2 ani, la Deep Space Nine.
A scris mai multe scenarii ale episoadelor Deep Space Nine despre Dominion, inclusiv "The Jem'Hadar" (1994), "The Search", "The Way of the Warrior", "Broken Link", "Apocalypse Rising", "In Purgatory's Shadow", "By Inferno's Light", "Call to Arms", "Sacrifice of Angels", "Tears of the Prophets" și ultimul episod, "What You Leave Behind" (1999). În total a scris 53 de episoade Deep Space Nine, mai mult ca oricare alt scenarist.
Behr a avut un rol important în dezvoltarea rasei Ferengi în timpul activității sale la serialul Deep Space Nine.
A regizat împreună cu David Zappone documentarul din 2018  What We Left Behind: Looking Back at Star Trek: Deep Space Nine.

### DupăStar Trek
Behr a părăsit franciza Star Trek după finalizarea serialului Deep Space Nine (șapte sezoane) în 1999 și de atunci a colaborat la câteva seriale de televiziune ca de exemplu:
- Dark Angel (2000, producător consultant)
- Bob Patterson (2001, scenarist și producător executiv)
- The Twilight Zone (2002, scenarist și producător executiv)
- The 4400 (2004–2007, scenarist și producător executiv)
- Dr. Vegas (2004, scenarist și producător consultant)

## Legături externe
- Ira Steven Behr Arhivat în 22 iunie 2010, la Wayback Machine. at Startrek.com, the official Star Trek site
- Ira Steven Behr la Internet Movie Database
- Ira Steven Behr at The Hollywood Reporter
- Ira Steven Behr interviewed by Futon Critic, 2009-09-18
- Ira Steven Behr interviewed by IF Magazine, 2009-10-10
- Ira Steven Behr interviewed by Tomorrow Will Be Televised, 2009-09-09 (includes audio podcast)
- [nefuncțională]
 interviewed by , July 5, 2011